# トーマス・ウォートルス
トーマス・ジェームズ・ウォートルス（Thomas James Waters, 1842年7月17日 - 1898年2月5日）は、イギリスの土木技術者である。明治初期に活躍したお雇い外国人で、泉布観や銀座煉瓦街の建設で知られる。姓はオートルス、ヴォータースとも。

## 略歴

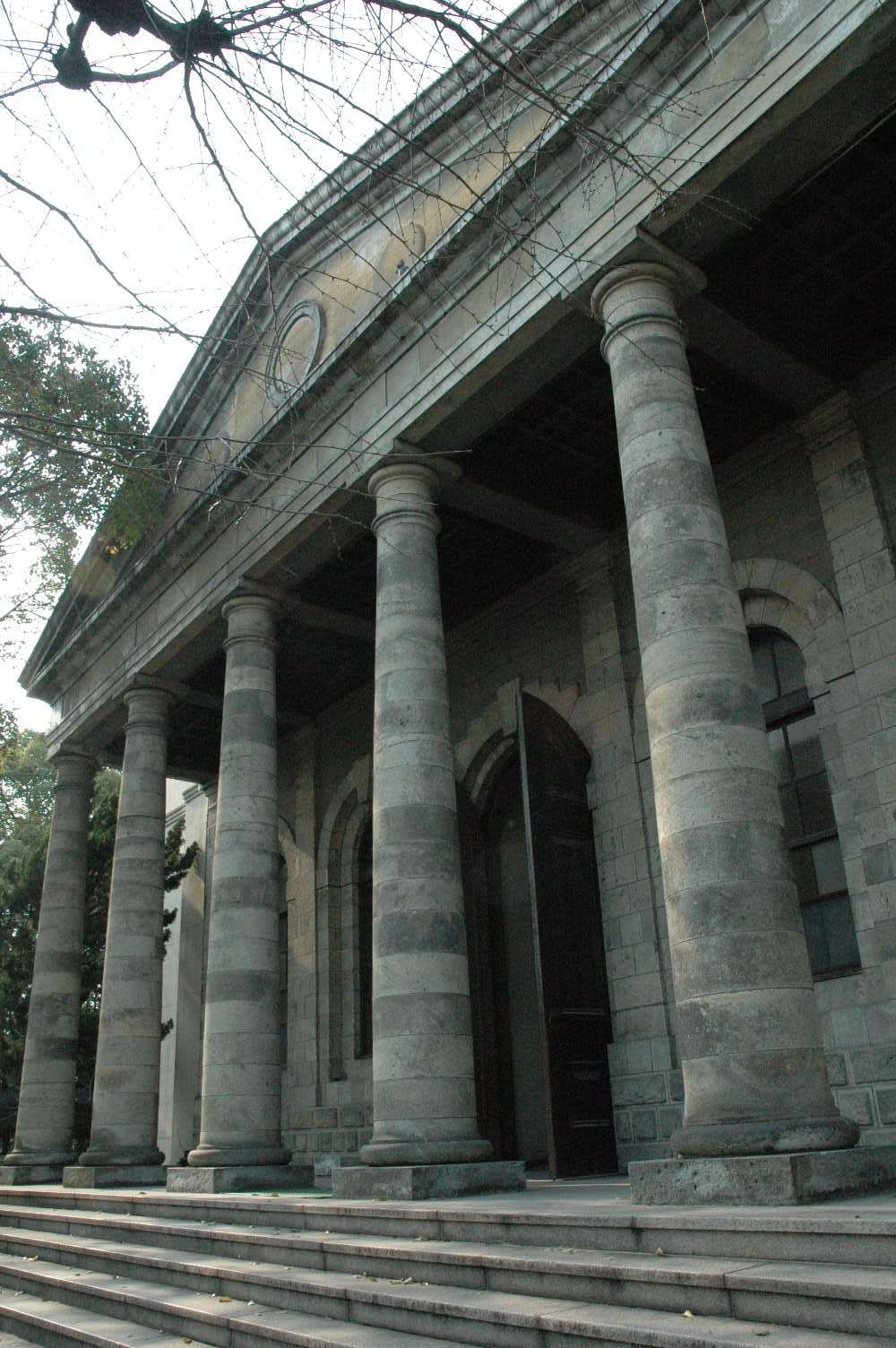
旧造幣寮鋳造所正面玄関

アイルランドオファリー県バーの生まれ。香港の英国造幣局の建設に関わり、1864年頃、香港から鹿児島に渡り、叔父の知り合いだったグラバーの紹介で、薩摩国の鹿児島紡績所などの工事に携り、長崎に行き、グラバーのもとで働く。
1868年貨幣司に雇用され、大阪の造幣寮応接所（現泉布観）を建設する。大隈重信らの信任を得て上京し、1870年（明治3年）から大蔵省に雇用される。竹橋陣営や、銀座大火後の銀座煉瓦街の建設が有名。煉瓦工場（ホフマン窯）も自ら築き、日本人を指導した。日本の近代建築はウォートルスからコンドル、辰野金吾へと流れる。
工部省に移るが明治8年に解雇され、上海に赴いたのちニュージーランドで鉱山技術者として働く。鉱山技術者の弟とともにアメリカ合衆国・コロラドに渡る。そこでコロラド銀山を発見して成功を収め、デンバーで没する。因みにジョン・アルバートとジョセフ・ヘンリー・アーネストという二人の弟も日本で働いており、三人でアメリカへ渡り鉱山開発に従事した。

## 評価
19世紀のイギリス及びアイルランド土木技術者は世界各地に出て行き、植民地建設や商業資本による開発事業などにその手腕を振るったが、ウォートルスもその典型。明治政府の大蔵省雇用になると、"Surveyor General" という職名を用いた。
デザインは古典主義建築（ジョージアン様式）をベースにするが、流行遅れなうえ、正統な様式から見ると、実は相当あやしげなものだという。いかにも明治維新の変動期にふさわしい人物であった。

## 文献
- 三枝進「ウォートルスの経歴に関する英国側資料について」『銀座文化研究』6号-8号（1991-1994年）
- 藤森照信 「謎のお雇い建築家 『建築学の教科書』収蔵」 （2003年 彰国社）ISBN 4-395-00542-X C3052